# Обски залив
Обският залив (на руски: О́бская губа́) е залив–естуар на Карско море, край бреговете на Западен Сибир.
Административно принадлежи към Ямало-Ненецкия автономен окръг на Тюменска област, Русия. Той е най-дългият естуар в света.

## Географска характеристика

### Географско положение
Обският залив е дълбоковрязан залив на Карско море, между полуостровите Ямал на запад и Гидански на изток. Основното му разположение е в посока север – юг, дължината му е над 800 km, а широчината му варира от 30 до 80 km. Средната дълбочина на фарватера е 10 – 12 m, а максималната достига 25 m. В източната си част се разклонява в Тазовския залив – естуар на река Таз. В по-голямата си част се намира северно от Северния полярен кръг.

### Дъно, брегове, хидрология
Дъното е покрито с лепкава синкава глина, а плитчините и бреговете – с пясък. Бреговете са блатисти, безлесни и еднообразни. Източният бряг е стръмен и по-висок, а западният – нисък и хълмист. Острови има само в устията на вливащите се реки. Заливите са малобройни, плитки и малки. Водата е сладководна и много мътна. Ненадейно излизат силни бури със силни и хаотични вълни, които затруднява корабоплаването и риболова. Почвата по крайбрежието е вечно замръзнала, като през краткото лято се размразява само тънък повърхностен слой. Замръзва през октомври, а се размразява напълно през юли. Приливите са полуденонощни с височина до 0,7 m, а колебанието на нивото на водата в резултат от ветровете достига до 2 m.

### Притоци
В Обския залив се вливат множество реки: от югозапад Об; от юг и югоизток – Надим и Нида, наносите от които са образували множество острови; от запад – къси и малки реки, някои от които в долното си течение са достъпни за по-малки съдове; от изток чрез големия Тазовски залив – река Таз.

## Населени места
Обският залив е заселен твърде слабо. Основните пристанища тук са Нови Порт, Ямбург, Нос Каменни и Сабета. В Ямбург има и летище с пътникопоток около 100 000 пасажера годишно. Останалите селища имат площадки за хеликоптери и за по-малки самолети. За подобряване на корабоплаваното през зимния период, от 2016 г. в Обския залив се пуска ледоразбивачът „Александър Санников“.. Планира се изграждане на нови жп линии.

## Природни ресурси
В района на Обския залив са открити големи находища на нефт и природен газ. Газовото находище край Ямбург се оценява като третото по големина находище в света. Нови газови находища се разработват около района на Нови порт.
Богат на риба. Срещат се както речни, така и морски видове като есетра, чига, нелма, михалца, селда, муксун, чир (Coregonus nasus) и др. Понякога от Северния ледовит океан в Обския залив навлизат китове.